# Nunzio Rotondo
Nunzio Rotondo (Roma, 11 dicembre 1924 – Roma, 15 settembre 2009) è stato un trombettista e compositore italiano.
Considerato uno dei maggiori trombettisti jazz italiani, è stato soprannominato da Carlo Loffredo il Miles Davis italiano.

## Biografia
Nato in una famiglia di musicisti, si avvicina al jazz negli anni '30, mentre studia tromba al Conservatorio Santa Cecilia di Roma, ed inizia a suonare in varie orchestre nel dopoguerra, partendo dallo swing ma avvicinandosi presto anche alle forme più moderne del jazz. Diventa in breve tempo uno dei più noti trombettisti italiani: suona con Carlo Loffredo e Romano Mussolini, musicista con cui collaborerà molto spesso nei decenni seguenti, ed incide alcuni 78 giri.
Lavora per molto tempo a Torino, suonando con il batterista Franco Mondini allo Swing Club di via Bogino: qui ha modo di conoscere e lavorare con alcuni tra i più noti musicisti della scena jazz nazionale, tra cui i trombettisti Nini Rosso e Oscar Valdambrini, il saxofonista Gianni Basso, il chitarrista Franco Cerri, il pianista Peter Angela,  Dick Mazzanti, Sergio Fanni, Renato Germonio, Sergio Farinelli e molti altri.
Nel 1952 partecipa al Festival jazz di Parigi: per l'occasione compone uno dei suoi brani più noti, Stelle filanti; suona poi spesso con gli Hot Club, il gruppo di jazzisti romani di cui fanno parte, oltre al già citato Loffredo, il saxofonista Franco Raffaelli, Ettore Crisostomi e Rodolfo Bonetto.
Ha anche l'occasione di suonare con Duke Ellington, che al termine dell'esibizione si complimenta con lui per il suo modo di suonare .
Con la crescita della sua fama la Rai gli propone la conduzione di programmi divulgativi sul jazz, fino ad approdare, nel 1958, ad Appuntamento con Nunzio Rotondo (programma che gli viene affidato dall'allora direttore della radio, il maestro Giulio Razzi), in cui mette in onda sia brani di musicisti come Miles Davis o Charlie Parker sia sue reinterpretazioni degli standard più noti, suonando a volte anche dal vivo ed accompagnando la musica con annotazioni critiche che contribuiscono al diffondersi del jazz in Italia (in questo periodo Vincenzo Micocci e Salvatore Biamonte pubblicano il fondamentale Il libro del jazz, oltre a una serie di dischi intitolati L'avventura del jazz e Storia del jazz, quest'ultima in quattro volumi, con la prima pubblicazione in Italia di alcuni storici brani del catalogo Bluebird della RCA Victor); la sigla del programma è la già citata Stelle filanti, in un nuovo arrangiamento che vede la partecipazione di Wanda Romanelli alla voce.
Sempre nel 1958, al Festival Jazz di Roma, ottiene la coppa come miglior solista di jazz moderno.
Collabora spesso con Piero Piccioni per la realizzazione di colonne sonore per film; una delle più note è quella di Un tentativo sentimentale, del 1963 (regia di Massimo Franciosa e Pasquale Festa Campanile); inoltre agli inizi degli anni '60 contribuisce a lanciare, suonando spesso con loro, alcuni giovani musicisti come Gato Barbieri, Giorgio Moiso, Dodo Goya o Franco D'Andrea (scoperto proprio da Rotondo). Sue le musiche della serie televisiva Nero Wolfe con Tino Buazzelli del  1969.
Negli anni '70 tra i musicisti che collaborano nelle sue incisioni vi sono l'arpista Anna Palomba, il batterista Bruno Biriaco, il pianista Joel Vandrogenbroeck (dei Brainticket) ed il contrabbassista Maurizio Majorana.
Nel 1975 compone le musiche per il programma sulla medicina Ai confini della vita, realizzato dal regista Riccardo Tortora e da Marisa Malfatti e andato in onda anche l'anno successivo.
Nel 2000 si esibisce insieme a Lucio Dalla (col quale aveva avuto occasione di suonare già negli anni sessanta) al clarinetto in uno spettacolo fondato su standard jazz di musicisti come Charlie Parker; per l'occasione i due preparano un arrangiamento swing della celebre canzone del cantautore bolognese 4 marzo 1943 .
La Twilight Music ha ristampato in due cd pubblicati nel 2005 e nel 2007 molte incisioni di Rotondo risalenti agli anni '60 e '70.

## Discografia parziale

### 33 giri
- 1958: Romano Mussolini con Nunzio Rotondo e Lilian Terry (RCA Italiana, LPM 10010; con Romano Mussolini e Lilian Terry)

### CD
- 2005: Sound and Silence (Twilight Music - serie Via Asiago 10, TWI CD AS 05 18)
- 2007: The Legend (Twilight Music - serie Via Asiago 10, TWI CD AS 07 44)

## Programmi radio RAI
- Piccola orchestra di Nunzio Rotondo, con Piero Piccioni al piano e la cantante Lilian Terry, i sabato sera ore 22, nel programma nazionale, autunno 1953
- Ballate con Nunzio Rotondo, canta Franca Aldrovandi 1959.
- Una tromba tutto jazz, di e con Nunzio Rotondo, terzo programma Rai 1959 1961.